# Тролле, Эрик
Эрик Арвидссон Тролле (швед. Erik Arvidsson (Trolle); около 1460 — 1530) — шведский государственный деятель. Регент Швеции в 1512 году. Юстициар Нерке и лорд верховный советник Швеции с 1487 года.

## Биография
Эрик Арвидссон родился около 1460 года в знатной семье Тролле. Его родителями были лорд Арвид Биргерссон Тролле (ум. в 1505 году) и его первой жены Керстин Йонсдоттер Гедда. В 1487 году Арвид Биргерссон организовал брак сына с девушкой из влиятельной семьи Тотт, из которой сам взял вторую жену в 1466 году. Его невеста Ингеборга Филипсдоттер (ум. в 1495 году) была двоюродной сестрой его мачехи. Супруги поселились в её усадьбе в замке Эхольмен в Уппланде. Последней мачехой Эрика была третья жена отца, Брита Туресдоттер Бельке.
Эрик учился в Ростокском и Кёльнском университетах и занимал должность каноника в Уппсале и Линчёпинге, но так и не был рукоположен. Он был избран регентом в 1512 году после смерти предыдущего регента Сванте Нильссона, но так и не вступил в должность. Его сменил сын Сванте, молодой Стен Стуре Младший.
После гибели супруги Эрик Арвидссон был вдовцом приблизительно 17 лет. Во второй раз он женился ок. 1512 года на Карин Эриксдоттер Юлленшерне, которая была намного его младше и дожила до 1562 года. Она была правнучкой короля Швеции Карла VIII. Его сын Густав Тролле (1488—1535) стал архиепископом Уппсалы и главой церкви Швеции.

## Личная жизнь
Первая жена: с 30 сентября 1487 года — Ингеборга Филипсдоттер Тотт, утонула в 1495 году в озере Меларен. Дети:
- Густав Эрикссон, крещён 25 сентября 1488 года, умер в июле 1535 года в плену в замке Готторп, архиепископ
- Ирмегарда Эриксдоттер, утонула в озере Меларен в 1495 году
- Кристина Эриксдоттер, утонула в озере Меларен в 1495 году
- сын, умер в детстве
- Эрик Эрикссон, был жив в 1511 году
- Йоаким Эрикссон, возможно сын от второго брака

Вторая жена: с ок. 1512 года — Карин Эриксдоттер Юлленшерна, умерла ок. или до 12 марта 1562 года. Дети:
- Беата Эриксдоттер, умерла 13 апреля 1591 года в Стенинге, в 1538 году вышла замуж за Габриэля Кристиернссона Оксеншерну, который стал 1-м бароном Мёрби и Стенинге (ум. в 1585 году)
- Ингеборга Эриксдоттер, умерла в 1590 году, в 1544 году вышла замуж за Нильса Эрикссена Рининга, лорда Лагного и Гиммерста (ум. в 1578 году)